# متحف غيبلي
متحف جيبلي (باليابانية: 三鷹の森ジブリ美術館, ميتاكا نو موري جيبوري بيجوتسوكان) هو متحف تجاري يعرض أعمال الأنمي اليابانية التي ينتجها إستديو جيبلي. يقع المتحف في حديقة إنوكاشيرا في ضاحية ميتاكا غربي طوكيو عاصمة اليابان. تم افتتاحه في عام 2001. يجمع المتحف العديد من المميزات من متحف للأطفال، ومتحف التكنولوجيا، ومتحف الفنون الجميلة. متحف جيبلي مخصص للفن وتقنية الرسوم المتحركة ويشمل المتحف بعض المميزات مثل نسخة طبق الأصل لشخصية الحافلة القط من فيلم جارتي توتورو 1988. ويشمل أيضاً، مقهى، مكتبة، حديقة على السطح، ومسرح للأفلام القصيرة الحصرية لإستوديو جيبلي.

## التاريخ

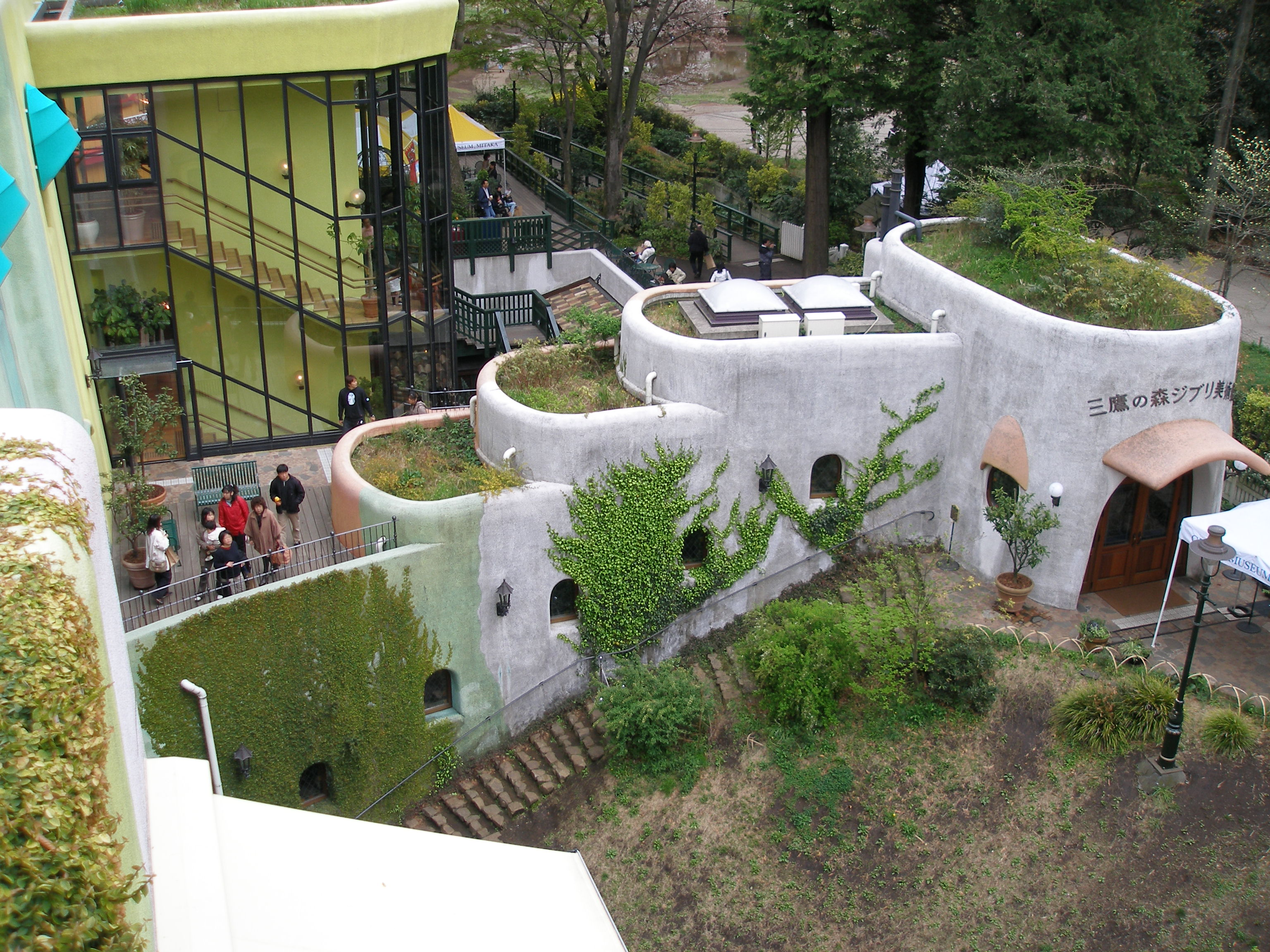
متحف جيبلي في ميتاكا، اليابان.

بدأ التخطيط للمتحف في عام 1998، ثم بدأ بناؤه في عام 2000.
صمم مدير إستديو جيبلي هاياو ميازاكي المتحف بنفسه وذلك باستخدام قصص مصورة مشابهة لقصصه التي اختلقها في أفلامه.
تأثر تصميم المتحف من العمارة الأوروبية مثل قرية قمة التل التي تقع في كلكتا في إيطاليا. يضم المتحف سلالم داخلية وخارجية وحلزونية تم بناؤها من الحديد والجسور الداخلية، وشرفات تمتد في جميع أنحاء ارتفاع المبنى، وهذه السلالم تؤدي إلى المعارض وعبر الجسور. تهدف هذه الخصائص لعكس تصاميم بناء ميازاكي التي عرضت في أفلامه. كان هدف ميازاكي أن يجعل المبنى جزءاً من المعرض وأن يكون المتحف تجربة ترفع المعنويات وتجلب الإسترخاء لدرجة تجعل الشخص يشعر بأنه أكثر قوة عندما يخرج من المتحف. يوصف المتحف بأنه مدخل إلى عالم القصص القصيرة. أيضاً، كان من أهداف ميزاكي أن يدفع الناس لتجربة المتحف بأنفسهم. «دعونا نضيع معاً» هو شعار المتحف المستوحى من رؤية ميازاكي للزوار لزج أنفسهم في خياله وأفلامه.

## المعارض
في الطابق السفلي توجد غرفة المعرض، تعرض تاريخ وعلم الحركة ومجسم ثلاثي الأبعاد لشخصية تدعى توتورو الضخم مع نماذج من شخصيات فيلم جارتي توتورو (1988). في الطابق الأول متابعة وهمية من استديو الرسوم المتحركة تدعى «أين ولد الفيلم» للمعرض خمس غرف تهدف لتسليط الضوء على العملية الإبداعية لمخرج الرسوم المتحركة مثل تقنيات الرسوم الإيضاحية المليئة بالكتب والأفلام. تعرض الغرفة أيضاً رسومات وصور تغطي الجدران. هناك معرض آخر يعرض عملية صنع فيلم للرسوم المتحركة مع القصص المصورة والتلوين والرسوم الخلفية.

## المعارض الخاصة
بالإضافة إلى معارض جيبلي، يقدم المتحف مساحة لعرض أعمال من استديوهات أخرى مثل:
| التاريخ   | العرض                                              |
| --------- | -------------------------------------------------- |
| 2001–2002 | المخطوفة.                                          |
| 2002–2004 | قلعة في السماء والألآت الطائرة الخيالية.           |
| 2003–2004 | أعمال لإخصائيّ الرسوم المتحرّكة الروسي يوري نورستين. |
| 2004–2005 | استديوهات الرسوم المتحركة، بيكسار.                 |
| 2005–2006 | فتاة جبال الألب، هايدي.                            |
| 2009–2010 | بونيو على جرف البحر.                               |
| 2010–2011 | أفلام غابة جيبلي، أهلاً وسهلاً بكم إلى مسرح زحل.     |
| 2011–2012 | العرض من الحافلة القط.                             |
| 2012–2013 | هدية الرسوم التوضيحية - مصدر للثقافة الشعبية.      |
| 2013–2014 | العدسة في العمل في غابة جيبلي.                     |
| 2014–2015 | كسارة البندق والفأر الملك - خرافة الكنز.           |
| 2015–2016 | البرج المسكون - الثقافة الشعبية المثالية.          |

## الأفلام القصيرة
يظهر متحف جيبلي العديد من الأفلام القصيرة الحصرية للمتحف. يقع مسرح زحل في الطابق السفلي من المتحف، المسرح له نوافذ سفلية مظللة تفتح قبل وبعد عرض أي فلم من أفلامها القصيرة. وذلك يرجع لأن هاياو ميازاكي صمم المسرح بوضعه اعتبار أن هناك أطفال ولصغرهم ربما يخافون من عملية إغلاق المسرح. يسمح لكل زائر للمتحف بمشاهدة فيلم قصير مرة واحدة خلال زيارة واحدة.

## الصقور الثلاثية
الصقور الثلاثية هي غرفة قراءة ومكتبة في متحف جيبلي تم افتتاحها في عام 2002. هذه الغرفة مليئة بالكتب التي اوصى بها هاياو ميازاكي. ميتاكا، هي المدينة التي يقع فيها متحف جيبلي، والتي تعني الصقور الثلاثية.

## ماما ايتو
يقع في الجزء العلوي من متحف جيبلي، هو محل لبيع الهدايا التذكارية سمي بهذا الاسم تبعاً لفرقة قراصنة السماء في فيلم بوركو روسو. اسم ماما ايتو يترجم إلى «ماما، ساعديني» باللغة الإيطالية. أيضاً، يتم بيع أفلام الرسوم المتحركة الكلاسيكية والغير يابانية في مكتبة متحف جيبلي.

## مقهى قبعة القش
تم إنشاؤه بمساعدة ربة منزل، وهي أم لأربعة. أراد ميازاكي أن يكون طعام المقهى في المتحف مثل الطعام المعد في المنزل. يقدم المقهى الأطعمة الساخنة والباردة والوجبات الخفيفة والحلويات. يعد هذا المطعم الوحيد لمتحف جيبلي.

## حديقة السطح
يوجد حديقة على سطح المتحف، ويوجد هناك أيضاً تمثال لروبوت طوله خمسة أمتار. تم صنع الجندي الروبوت من قبل الفنان كونيو شاتشيمارو. التمثال مصنوع من البرونز واستغرق سنة كامله لصنعه، وهناك أيضاً حجر الزاوية من فيلم قلعة في السماء الذي يحمل نقشاً باللغة الفارسية المسمارية القديمة.

## اللوحة الجصيّه
سقف المتحف مغطى تصوير جصي عند مدخل المبنى. اللوحة تضم شخصيات من أفلام إستديو جيبلي مثل كيكي على عصا مكنستها من فيلم ( كيكي لخدمة التوصيل ) 1989.

## وصلات خارجية
- الموقع الرسمي (باليابانية)
- الموقع الرسمي (مترجم إلى الإنجليزية)
- صور ومعلومات عامة عن المتحف (بالإنجليزية)
- كيف تشتري تذكرة لزيارة المتحف (بالإنجليزية)
- معلومات عن بعض الافلام القصيرة التي تعرض في المتحف (بالإنجليزية)
- خريطة لمتحف جيبلي في موقع Wikimapia